# After Journey
After Journey (kínaiul: 艾福杰尼, pinjin: Àifú jiéní, magyaros: Ajfu csieni), születési nevén Csen Csia-sen (Chen Jiashen) (陈嘉申; Kuerlö (Kù'ěrlè), Hszincsiang-Ujgur Autonóm Terület, 1992. március 26.–) kínai rapper.

## Élete és pályafutása
A Pekingi Modernzene-akadémián végzett (北京现代音乐学), 2017-ben a The Rap of China (中国新说唱) című televíziós tehetségkutató műsorban tűnt fel, ahol harmadik helyezést ért el. A műsor előtt Peking underground zenei színterének ismert alakja volt, aki több külföldi előadó előtt is fellépett előzenekarként. 2017-ben jelent meg első lemeze Vu ji tan csang (Wǔ yì tàn zhǎng) (五亿探长) címmel. Több televíziós sorozathoz is vett fel betétdalt, például a Mingkuo csitan (Mingguo qitan) (民国奇探, My Roommate is a Detective) című sorozathoz.

## Diszkográfia
Stúdióalbumok
- Vu ji tan csang (Wǔ yì tàn zhǎng) (五亿探长, 2017)
- Loulan (Lóulán) (樓蘭/楼兰, 2018)[8]
- Nipa hsziaoce (Níbā xiǎozi) (泥巴小子, 2020)[9]

Kislemezek
- Csenhszin hua ta maohszien (Zhēnxīn huà dà màoxiǎn) (真心话大冒险, 2017)
- Slash (2017)
- Sorry (2018)
- Putao csia hszia tö kouhuo (Pútáo jià xià de gōuhuǒ) (葡萄架下的篝火, 2020)

Közreműködések
- Please (ft. Ho Csie (He Jie), (2019)
- Mej fannao (Méi fánnǎo) (没烦恼; ft. Sza Ting-ting (Sa Dingding),  (2019)
- Straight (ft. Fan Cseng-cseng (Fan Chengcheng), 2019)
- OMG (2018)

Betétdalok
- The Ex-File: The Return of the Exes OST (Suo szan csiu szan (Shuō sàn jiù sàn), 说散就散, 2017)
- Kill No Amnesty OST (Sa vu sö (Shā wú shè), 杀无赦, 2017)
- Airborne Blade OST (Tien csiang csiping (Tiān jiàng qíbīng), 天降奇兵, 2019)
- My Roommate is a Detective OST (Mi (Mí), 谜, ,2020)